# Fekete Vipera
A Fekete Vipera (eredeti angol cím: Blackadder) egy angol vígjátéksorozat (vagy szituációs komédia), mely az angol történelmet parodizálja a középkortól az I. világháborúig. Eredetileg a BBC One műsorán futott és négy évadot ért meg, mindegyikben más karakterekkel, akiket ugyanazok a színészek játszottak. A sorozathoz készült néhány különleges epizód is. A sorozat a BBC csatorna által összeállított, Anglia legjobb szituációs komédiáit tartalmazó listán a nézők szavazatai alapján a második lett.

## Szereplők

### 1. évad
| Szereplő                                          | Színész              | Magyar hang                              | Magyar hang                         |
| Szereplő                                          | Színész              | 1. magyar szinkron (Favorit Video, 1995) | 2. magyar szinkron (RTL Klub, 1998) |
| ------------------------------------------------- | -------------------- | ---------------------------------------- | ----------------------------------- |
| Edmund herceg, Edinburgh hercege, a Fekete Vipera | Rowan Atkinson       | Harsányi Gábor                           | Kálloy Molnár Péter                 |
| Baldrick, kinek apja Robin, a ganéseprő           | Tony Robinson        | Halmágyi Sándor                          | Szerednyey Béla                     |
| Lord Percy Percy                                  | Tim McInnerny        | Kassai Károly                            | Selmeczi Roland                     |
| IV. Richárd király                                | Brian Blessed        | Vass Gábor                               | Ujlaki Dénes                        |
| Harry                                             | Robert East          | Végh Péter                               | Forgács Péter                       |
| Narrátor                                          | Patrick Allen (hang) | Both András                              | Korbuly Péter                       |

### 2. évad
| Szereplő                    | Színész            | Magyar hang         |
| --------------------------- | ------------------ | ------------------- |
| Lord Edmund Feketevipera    | Rowan Atkinson     | Kálloy Molnár Péter |
| Baldrick                    | Tony Robinson      | Szerednyey Béla     |
| Lord Percy Percy            | Tim McInnerny      | Selmeczi Roland     |
| I. Erzsébet, angol királynő | Miranda Richardson | Vándor Éva          |
| Lord Melchett               | Stephen Fry        | Konrád Antal        |

### 3. évad
| Szereplő                                      | Színész        | Magyar hang         |
| --------------------------------------------- | -------------- | ------------------- |
| Mr. E. Feketevipera                           | Rowan Atkinson | Kálloy Molnár Péter |
| Mr. K. Baldrick, parlamenti képviselő és Lord | Tony Robinson  | Szerednyey Béla     |
| György, a régens herceg                       | Hugh Laurie    | Széles Tamás        |

### 4. évad
| Szereplő                     | Színész        | Magyar hang         |
| ---------------------------- | -------------- | ------------------- |
| Edmund Feketevipera százados | Rowan Atkinson | Kálloy Molnár Péter |
| S. Baldrick közlegény        | Tony Robinson  | Szerednyey Béla     |
| George hadnagy               | Hugh Laurie    | Széles Tamás        |
| Melchett tábornok            | Stephen Fry    | Konrád Antal        |
| Kevin Cunci kapitány         | Tim McInnerny  | Selmeczi Roland     |

## Évadok és epizódok időrendi sorrendben
|  | Alább a cselekmény részletei következnek! |

### 1. évad – Középkor (The Black Adder– 1983)

#### 1. A jóslat(The Foretelling)
Ebből a részből kiderül, hogy VII. Tudor Henrik átírta Anglia történelmét, és elődjét, III. Richárdot alaptalanul torz eszelősnek festette le. A fiktív sorozat szerint, Richárd unokaöccse, a yorki herceg vette át a hatalmat elődje halála után, és uralkodott 1498-ig. A történet 1485. augusztus 21-én, a Bosworthi csata előestéjén kezdődik, ahol megismerhetjük III. Richárd királyt, unokaöccsét, York hercegét, aki szintén Richárd, az ő fiait, a Walesi herceg Harryt és az Edinboroughi herceg Edmundot, és az ő két hívét, Percy Percyt, Northumberland lordját és Baldrickot, akinek apja Robin, a ganéseprő, és aki ettől az estétől Edmund szolgája lesz. Miután másnap sikerül elkésnie a már befejezőben levő csatából, Vipera egy bokor mögött vizelve észreveszi, hogy a lovát valaki el akarja lopni és levágja a fejét. Miután a sisakrostélyt felemeli, rájön, hogy a királyt ölte meg, aki éppen hazamenőben volt a győztes csatából. Miután Baldrickkal és Percyvel elrejtik a testet és a fejet egy parasztkunyhóban, egy sebesültbe botlanak, aki tízezer dukát fejében a segítségüket kéri. Miután Richárd herceg visszatér a királyi palotába a győzelem hírével, és miután Harry is megérkezik a király megtalált holttestével, Richárd lesz az új király IV. Richárd néven, Edmund pedig, mint királyi herceg, egy új nevet vesz fel, ő lesz a Fekete Vipera (eredetileg ő a Fekete Retek mellett dönt, de Baldrick tanácsára inkább Vipera lesz). Miután végigcsinál egy alapos stílusváltást, két váratlan vendéget talál a szobájában: a sebesült nemest, akit a jutalom fejében Percy rejtett el Edmundnál, és a király szellemét, aki visszatért kísérteni, és a vacsoránál Edmundot lebuktatni, de a herceg szerencséjére csak ő képes látni, vagy hallani őt. Miután az előző király gyilkosának vélt Tudor Henrik festményét végigviszik a termen, Edmund felismeri benne a sebesült nemest. A szobája ablakából meglátja, hogy Henrik ellovagol, utána megy, és három öregasszonyba botlik, akik egy üst fölé hajolva megjósolják neki, hogy ő lesz egy napon Anglia királya. Miután viszont boldogan ellovagol, az öregasszonyok egymás között megbeszélik, hogy ők azt hitték, hogy Tudor Henrik pont olyan lesz, mint aki előtte lovagolt, majd tévedésükkel szembesülve döbbenten összenéznek.

#### 2. Királyi sarj(Born to be King)
Nyitókártya: 1486-ban IV. Richárd dicső országlásának második évében az évben, midőn fizetőeszközként a marhát a tehénlepény váltotta fel, Richárd király szent keresztes háborúba indult a törökök ellen. Uralmát szeretett fiára, Henrik hercegre, mint kormányzóra bízta. Ványadt fiát, Edmundot pedig különleges feladattal bízta meg.
A király elutazik a kontinensre a törökök ellen harcolni. Távollétében Henrik herceg a helytartó, míg öccse, Edmund, a birkákra vigyáz, és a királyok arcképeit igazgatja a falon. Egy év múlva hír érkezik, hogy a király Szent Lénárd napjára hazatér, és Edmundot bízzák meg a Lénárd-napi mulatság megrendezésével. Hozzá is lát, de csak olyan szánalmas műsorszámokat szervez, mint a „szakállnélküli nő”, a „tyúkok, melyek tojást raknak” és az „ugráló zsidók Jeruzsálemből (Ritzberger ugrócsoport)”. Az egyetlen valamirevaló műsorszám Sir Dominic Fing és az együnk babot alapítvány önképzőköre által előadott ősi egyiptomi darab, a „Fáraó halála”.
Megérkezik McAngus, a király hadvezére, akinek hálából odaajándékozzák Edmund földbirtokait, Roxburgh, Salkirk és Peebles megyéket. Edmund, hogy ezt megakadályozza, el akarja tenni láb alól McAngust, mégpedig úgy, hogy szerepet ad neki a színdarabban, amelyet átnevez a „skót halála” címre. Úgy tervezi, igazi tőröket csempész a kellékek közé, és a színészek majd a színpadon végeznek McAngus-szal, de közben kiderül, hogy a skót birtokában vannak a királyné szerelmes levelei, melyek megkérdőjelezik Henrik herceg atyai származását. Edmund ezt felhasználva akarja eltenni az útból bátyját, ezért megmenti McAngus életét. Csakhogy a dolog rosszul sül el: kiderül, hogy a levelek Henrik születése után 9 hónappal, de Edmund születése előtt íródtak... Mindeközben a király is megérkezik, és magyarázatot követel. Edmund azt állítja, hogy a levelek McAngus koholmányai, és kihívja egy párbajra, amit elveszít. Ám mégsem veszti életét, mert McAngus megkegyelmez neki, miután a Fekete Vipera felajánlotta vagyonát (a lova, a páncélja, az antik gatyapőcgyűjteménye, stb.). Végül azonban Edmund mégis megöli a skót hadvezért, mégpedig úgy, hogy ráveszi, dugja bele a fejét egy mozsárágyúba, amit azalatt ő elsüt.

#### 3. Az érsek(The Archbishop)
Nyitókártya: Anglia, 1487 – November. Az egyház és az udvar között dúl a háború, és Winchester grófja, Anglia legnagyobb földesura épp haldokol.
Miután a király sorra veszíti el a busás javadalmakat, melyeket haldokló nemesemberei mind az egyházra hagynak, elhatározza, hogy új érseket nevez ki, aki az ő céljait szolgálja majd. Jelöltje fia, Edmund herceg, aki elég alkalmatlan a feladatra. Sikertelen szökési kísérlete után felszentelik Canterbury érsekének, az angol egyház fejének.
Lord Glawerny haldoklik, de vagyonát most a királyra hagyja, mert Edmund meggyőzi arról, hogy a pokolra kerülni nem is olyan rossz dolog. Így a király és az egyház megbékélnek. Két lovag egy félreértésnek köszönhetően elindul, hogy megölje az érseket, aki ezalatt a Ramesgati püspökkel (Lord Percy Percy) és Baldrick testvérrel azon munkálkodik, hogy pénzt szerezzen a hívektől. A lovagok rájuk törnek, de elmenekülnek egy titkos átjárón, mely a szomszédos apácazárdába vezet. Itt dulakodni kezdenek, aminek a rendfőnöknő vet véget. Edmund herceget kiközösíti mindhárom pápa, és soha többé nem lehet érsek. Ezután elhagyja a zárdát, és elmenekül szolgáival. Ez a rész a középkori egyházat kritizálja, valamint paródiája Becket Tamás történetének. Erre utalnak az anakronisztikus keresztes lovagok, a titkos átjáró, és a király megjegyzései.

#### 4. A szakállkirálynő (The Queen of Spain's Beard)
Nyitókártya: 1492-ben, miután XII. Randolph szász fejedelem meghalt, és megbukott a termeszek királynője, Európában eluralkodott a káosz. Birodalmak és kultúrák virágoztak fel és tűntek el. Férfiak pusztultak el honfitársaik kezétől, s a nőket közel hét ország katonái gyalázták meg hetente. Európában gyorsan peregtek az események, Angliáról nem is beszélve.
Richárd király hírét veszi, hogy szövetségese, Svájc lerohanta Franciaországot, ezért úgy dönt, hogy köt egy másik szövetséget a spanyolokkal, hogy két irányból mérhessenek megsemmisítő csapást a franciákra. A szövetség megerősítéséhez az angol király fiának el kellene vennie a spanyol király lányát, de Harry herceg már eljegyezte magát Leia hercegnővel Magyarországról, Ursula hercegnővel Brandenburgból, Beowulfa királynővel Izlandról, Karolina grófnővel Luxemburgból, Bertával Flandriából, Bertával Brüsszelből, Bertával Szász-Koburgból és Jenővel Észtországból. Eleinte Richárd király bosszankodik emiatt, de Lord Chiswick eszébe juttatja, hogy van még egy fia, Edmund. Miután az udvarban valamennyi jó nő Harryt szereti, Edmund boldogan vállalja a vőlegénységet. Csak azután gondolja meg magát, miután találkozik a menyasszonyával, aki öregebb, mint ő, kövér, alacsony, szakállas, és mindenhová egy idegesítő tolmács, Don Speekingleesh követi, mert ő maga nem beszél angolul. Hogy megmeneküljön a boldogtalanságtól, Edmund és hívei megpróbálnak kibúvót találni (homoszexuálisnak öltöztetik Edmundot, miután ez megbukik megpróbálják átmenetileg összeadatni egy parasztasszonnyal, aki férjezett, és végül beküldik éjszaka Baldrickot a hercegnő szobájába, hogy vegye el annak szüzességét), de minden kísérlet kudarcba fullad. Végül eljön az esküvő napja, amelyet egy hírnök zavar meg azzal az üzenettel, hogy Svájc és Franciaország békét kötöttek egymással, és együtt akarják lerohanni Angliát, ezért Richárd király kénytelen egy másik néppel, a magyarokkal szövetkezni mihamarabb. Ezért Harrynek le kell mondania az egyik éppen a palotában tartózkodó jegyeséről Leiaról, aki alacsony, hosszú barna haja és zöld szeme van, néhány foga azonban hiányzik, mivel Leia nyolcéves és még tejfogai vannak.

#### 5. A boszorkánycsősz fősámán(Witchsmeller Pursuivant)
Nyitókártya: Urunk 1495. évének őszén a Fekete Halál ismét végigsöpört Európán, Indiából némi nemi úton terjedt nyugat felé, végül átlépte a csatornát, és elérte Angliát. Naponta ezernyi áldozatot szedett.
Angliát pestis sújtja, a király is megbetegszik. A főurak tanácsa szerint az országot a boszorkányok veszélyeztetik, miattuk történik minden baj, ezért segítségül hívják a Boszorkánycsősz fősámánt. Edmund herceg kísérőivel elmegy a városba, hogy megkeresse Scott anyót, aki segíthet nekik ebben az ügyben. Ám kiderül, hogy Scott anyót megégette a Boszorkánycsősz fősámán, a cicájával együtt. Edmund sértegetni kezdi a Boszorkánycsőszt, akiről nem is sejti, hogy a háta mögött áll. Visszatérve a kastélyba jelentik, hogy a Boszorkánycsősz megérkezett, akiben Edmund rémülten ismeri fel az egyik embert a városból, aki hallotta, amit az inkvizítorról mondott. Egy csalással bevádolja Edmundot, hogy boszorkány, így tárgyalásra, boszorkányperre kerül sor. Lord Percyt is megvádolják, mint a sátán segédjét, és Baldrickot, mert tudja, hogy a répa nem fán nő. Három bizonyítékot találnak: „a bárányt evő macska”, a „beszélő ló” és egy nő, „kinek mopszlit nemzett”. Az ítélet alapján másnap meg akarják égetni Fekete Viperát, de a királyné egy kis woodoo babát ad Edmundnak, aki azt véletlenül beleejti a tűzbe, így a Boszorkánycsősz ég el a végén, és Edmund herceg a szolgáival együtt megmenekül.

#### 6. A fekete liga(The Black Seal)
Szent Juniperusz napján a király a családja tagjai számára új rangokat adományoz. Így lesz Harry, Wales hercege ettől a naptól a Királyi Gárda és a Skót és a Walesi Határsáv parancsnoka, Gloucester tartományának örökös ura, Wales alkirálya, Nottingham főispánja, Közép-Anglia őrgrófja, a Királyi Pöszmétéskert ura és a Királyi gatyapőckovács. Edmundot, Edinborough hercegét és a Királyi Bili őrzőjét viszont felmenti hercegi teendői alól, hogy azt barátjának, Lord Hestingsnek adományozhassa. Edmund ezen megsértődik, és miközben apja az udvari urakkal a lázadó Stoke városába megy harcolni, ő szélnek ereszti híveit, és elindul, hogy dicsőséget szerezzen magának. Útja elején felvesz egy nyugdíjas balett-tanárt szolgának. A célja összegyűjteni Anglia hat leggonoszabb emberét és foglyul ejteni őket. Ők Sir Wilfred a Dög (nagy bajvívó, mikor Edmund megtalálja őt, három írt köt fel egy fára a herezacskóiknál fogva), Háromujjú Pete (profi íjász, mikor Edmund megtalálja őt csalással megnyer egy íjászversenyt), Guy de Glustonbury (útonálló, a jelszava pénzt és életet), Sean az Ír Bunkó (rabló, nem átall vak koldusokat is meglopni), Bendő Atya (a rábízott szüzekkel hál, amikor azok szülei a gondjaira bízzák őket, mondván, hogy csak benne bíznak), és Óriás Jack (egy törpeméretű gyilkos). Belőlük hozza létre a Fekete Ligát, és megállapodnak, hogy ha eljön a nap, ő küld nekik jel gyanánt valami feketét, mire ők mind a királyi palotába mennek, hogy meggyilkolják a királyi családot, és átvegyék a hatalmat. Azonban még aznap este az új szolga felfedi Edmund előtt kilétét, ő a királyi család régi ellensége, Fülöp a Burgund, aki 15 évig volt száműzetésben Franciaországban, ahol 15 évig kellett parfümben áznia, 15 évig kellett békát ennie, és 15 évig kellett úgy bocsánatot kérnie, hogy "pardon". Most visszatért Angliába, hogy megszerezze a trónt, ezért Edmundot egy cellába csukja egy Bolond Ödön nevű férfival, aki egy év nevetőgörcs után bemutatja neki barátait, Patkány urat és Kulcs urat, akit a saját fogaiból csinált, így Edmund ki tud szabadulni. Egy galambkereskedőtől szerez öt fekete galambot és egy fekete kakast, ezzel összehívja a Fekete Ligát, hogy tőrbe csalják Fülöpöt. De a királyi palotában a liga tagjai Fülöp mellé állnak, aki Edmundot egy halálos kínzóeszközbe ülteti, és a királyi családot veszi célba. Miután azonban elfogadják a bort, amelyet két némber (Baldrick és Percy, álruhában) kínál nekik, mindannyian holtan esnek össze (Sean még felkel és iszik még egy kortyot, mondván, hogy mellényelt). A halálosan sérült Edmundot a trónterembe viszik, ahol elmondják neki, hogy még van számára remény... a mennybejutásra. Miután azonban az udvar Edmundra iszik, mind meghalnak, mert Percy nem fogadta meg Baldrick tanácsát, és az egész hordóra való bort megmérgezte.

### 2. évad – Erzsébet-kori Anglia (Blackadder II– 1986)

#### 7. Csengettyűjáték(Bells)
Az Erzsébet kori Angliában játszódik a történet következő szakasza és Edmund herceg egyenes-ági leszármazottjának, Lord Edmund Fekete Viperának életét beszéli el, kinek hívei Lord Percy Percy (az előző történetbeli Percy leszármazottja) és Baldrick (aki jóval ostobább, mint múltbéli rokona). Egy napon az Erzsébet udvarába bejáratos Lord Vipera új inast fogad fel, akinek neve Bob, és akit csak azért vesz fel, mert első látásra beleszeret. Miután napokig érez különös vonzódást Bob iránt, és egyszer kis híján meg is csókolja, orvoshoz fordul, mert fél, hogy homoszexuális lett. Az orvos, akihez járni szokott, piócákat ajánl a problémára, Baldrick viszont a Tudós Asszonyt ajánlja az urának. Vipera elmegy ehhez a kelta druidához Putneybe, a Trágyadomb-palotába, ahol először a druida szolgája felvilágosítja arról, hogy úrnőjének két jellemzője van: az egyik, hogy ő egy asszony, a másik, hogy ő egy tudós. Miután bebocsátást nyer, Vipera az alábbi tanácsokat kapja: vagy Bobot ölje meg, vagy saját magát, vagy öljön meg mindenkit, hogy a viszonya Bobbal ki ne tudódjon. Mikor azonban úgy dönt, hogy elbocsátja Bobot, az kigombolja ingét, és bevallja Viperának, hogy igazából Kate a neve, és csak azért adta ki magát fiúnak, hogy a szegény és beteg apját el tudja tartani, nőként viszont legfeljebb Vipera ágyasa lehetett volna belőle. Vipera úgy dönt, hogy elveszi őt a királynő színe előtt feleségül, csak a násznagy érkezik késve. Ő Vipera régi osztálytársa, Lord Flashheart, aki Anglia legjobb kardforgatója, lovasa, hajósa és szeretője, így nem csoda, hogy a királynő is, és a gyerekkori nevelője Dadus (eredeti nevén Bernárd) is szerelmes belé, Kate pedig meglép vele, még a szertartás megkezdése előtt. Lord Melchett elmondja, hogy ilyenkor az a szokás, hogy a vőlegény a koszorúslányát veszi el feleségül, amiről azonban szó sem lehet, mert lánybarátok híján Vipera és Kate Baldrickot öltöztette be koszorúslánynak.

#### 8. Fej(Head)
Miután Lord Viperának nem sikerül Baldrickot matematikára tanítani, a királynő őt nevezi ki a "felekezeti népirtásért felelős miniszterré" más szóval ítéletvégrehajtóvá, mivel az előzőt egy rossz helyen aláírt parancs értelmében kivégezték. Így hát Vipera munkához lát Lord Percyvel, a siralomházi smasszer Mr. Trotlival, az elítélteknek szánt utolsó vacsorát megfőző Mrs. Trotlival (nem felesége a smasszernek), és a hóhérként dolgozó Baldrickkal (neki ez a hobbija). Hogy a hét közepén szabad legyen mindenki, Vipera a hazaárulással vádolt, szerdán kivégzendő Lord Farrowt átteszi hétfőre, de ez nagy hibának bizonyul. Farrow özvegye nem sokkal férje kivégzése után engedélyt kér a királynőtől arra, hogy férjét még egyszer utoljára láthassa. Amennyiben ez nem teljesülne, a királynő egy Vipera nevére szóló kivégzési parancsot ad Lady Farrownak fenyegetőeszközként. Miután Vipera ezzel szembesül, egy zsákot a fejére húzva, magát Farrownak kiadva beszélget az özveggyel. De a veszély még mindig nem szűnt meg, mivel az elítélt bátyjának sikerült kegyelmet kérni a királynőtől. Mivel nincs más választása, Vipera megfogadja Percy tanácsát, miszerint megszerzi Farrow fejét az Árulók kolostorából, utána ő és Percy az elítélt testével a trónterem ajtaja elé állnak, kiabálnak egy keveset, majd beállítanak egy külön fejjel és testtel, majd azt hazudják, hogy megint elárulta őket, ezért levágták a fejét. De erre végül nem lesz szükség, mert kiderül, hogy Baldrick tévedésének következtében nem Farrowt fejezték le, hanem a csütörtökre szánt Lord Ponsonbyt, akit szintén árulással vádolnak. Ez a kis tévedés nagyon jó hír lenne, csakhogy a királynő ezt az embert szeretné meglátogatni a siralomházban, ezért Vipera kénytelen ismét felölteni a zsákot.

#### 9. Krumpli(Potato)
Egész London ünnepel, mert aznap tér vissza hosszú útjáról az akkori kor legnagyobb felfedezője, Sir Walter Raleigh, aki nagy ismeretségnek örvend, mivel ő vitte be a krumplit Angliába, és aki a királynőt nagyon el tudja bűvölni hihetetlen kalandjainak elbeszélésével, olyannyira, hogy őfelsége össze is akar házasodni vele. Lord Vipera nem szíveli a felfedezőket, akik szerinte csak elhúznak az ungabungákra, jól lebarnulnak, hazavisznek egy nagy adag járványt és néhány barna rögöt, majd ott csüng a képük pár hét múlva a budi falán, ellentétben az otthon maradt dolgozókkal (mint Vipera). Sir Waltert kifejezetten utálja, főleg miután kiderül, hogy neki nagyobb népszerűsége van az udvarban, ezért amikor Walter elmondja, hogy a Jóreménység foka mennyire veszélyes környék, Vipera, azt remélve hogy ezzel ő bűvöli el a királynőt, bejelenti, hogy elhajózik a Jóreménység fokához. Vipera parancsára elmegy vele Lord Percy (aki fél a víztől, mert kisbabaként megtámadta úszás közben egy vadmoszat) és természetesen Baldrick is. A hajóutat az öreg Rum kapitány hajóján próbálják megtenni, akinek jellemzői: dús szakáll, lábai már nincsenek, imádja a rumot, és ha találkozik valakivel, annak kezéről, lábáról, szájáról vagy bármely más testrészéről megjegyzi, hogy szerinte nőiesek, és lefogadja, hogy még sohasem használták őket igazán tengerészeti munkára (az egyetlen kivétel a királynő dadusa, akivel egymásba is szeretnek). Miután mindenki a hajón van, Vipera megnyugtatja őket, hogy csak Francia-honba hajóznak, majd amikor hazatérnek, azt hazudják, hogy a Jóreménység fokánál jártak. A gond csak az, hogy Rum kapitány három napig nem árulja el nekik, hogy nem ismeri az utat Franciaországba, így hat hónapig hánykolódnak a tengeren. Mikor már ivóvíz híján kénytelenek Baldrick vizeletét meginni, a kapitány jelenti, hogy megérkeztek Angliába. De megint téved, ugyanis Ausztráliába sikerült megérkezniük, egyenesen egy olyan vidékre, ahol a bennszülöttek a jövevények érkezésekor integetnek, cuppognak, és egy nagy kondérra mutogatnak. Két év múlva a társaság hazatér Angliába Rum kapitányt leszámítva, aki az életét áldozta azért, hogy Viperáék megmeneküljenek, és hogy a bennszülötteknek legyen egy kis hús a krumplijuk mellé. Mikor visszatérnek, a királynő bejelenti, hogy kiábrándult a felfedezőkből, és ha nem kap ajándékot, kivégezteti Viperát, ahogy Sir Waltert is kivégezték volna, ha nem hányja le a vérpadot. Így hát Vipera odaadja a dadusnak a kapitány szakállát (csak azt tudták megmenteni belőle), a királynőnek egy bumerángot, Lord Melchettnek és Sir Walternek pedig egy üveg bort keletről (igazából Baldrick vizeletét egy üvegben).

#### 10. Pénz(Money)
Egy reggelen, miután Lord Vipera egy Molly nevű alacsony árfekvésű ringyóval tölti kellemesen az éjszakát, egy pap keresi meg őt, méghozzá maga Bath és Wells püspöke, aki az áldozati ostyát a keresztvízbe fojtott gyerekekből készíti, aki Mollyt név szerint ismeri, aki az aberráció minden formájára kapható és akinek felekezetétől („Heródes király boldogságos prófétái, akikkel vidám az üzlet és az ütleg”) Edmund egy éve kölcsönkért ezer fontot. Ha ezt egy napon belül nem képes kifizetni, akkor úgy jár, mint a legutóbbi adós, aki egy karóval a tomporában halt meg. Mivel Edmund a hencegéseivel ellentétben egyáltalán nem gazdag ember, a családi vagyonát pedig  Percy és Baldrick megtakarított pénzével együtt eltivornyázta már, kénytelen kitalálni valamit. Mielőtt azonban bármit is kezdene, a királynő hívatja őt, majd közli vele, hogy nem is hívatta, mikor pedig Edmund menni akarna, a királynő elmondja neki, hogy csak megtréfálták, és mivel ő úgy is annyira gazdag, fizessen Melchettnek nyolcvanöt fontot (pont annyija van), mert annyiban fogadtak, hogy Vipera be fog dőlni. Míg Percy az alkímiával próbál szerencsét addig Vipera Baldrickkal csinál üzletet a kikötőben, de egy a szolgáltatásukat igénybevevő tengerész szerint Baldrick tompora nem ér többet hat pennynél (amit a királynőnek kell adnia, hogy itt a penny hol a pennyt játszanak Melchettel). Végső elkeseredésében, és Percy alkímiai felfedezésének megcsodálása után (az arany helyett egy új anyagot, a zöldet fedezte fel) Vipera úgy dönt, hogy eladja a házát. Talál is rá vevőt a Gatyesz házaspár személyében, akiknek főleg Vipera illemhelye nyeri el a tetszését (egy lyuk a falban, amely egy házon kívüli pöcegödörre nyílik), és akik Baldrick közbenjárása után ezeregyszázat is fizetnek a házért. Ám a királynő ezt is elkéri azzal a tréfával, hogy a franciák megtámadták Angliát és minden nemesnek adnia kell ötszáz fontot a hadsereg felállítására, Viperának azonban Melchett helyett is fizetni kell, mert ő a gazdagabb, és Melchettnek nincs ötszáz fontja. Miután a teljesen maga alá zuhant Edmunddal közli Baldrick, hogy a halála után az emberek őt az ürülékkel fogják egy lapon emlegetni, kiagyal egy tervet. Egy pohár altatóporral kevert borral elaltatják a pénzéért jött püspököt, és egy ágyba fektetik a nőnek öltöztetett és megláncolt Percyvel, az egész jelenetről pedig több példányban bizonyítékot is készíttetnek a kor legjobb festőjével, Leonardo Acropolissal. Így sikerül meggyőzni az érseket, hogy engedje el a tartozást és adjon neki ezeregyszáz fontot a háza visszavásárlására, négyezer fontot afféle vegyes kiadásokra, tíz schillinget a ház két ajtajára (amelyeken a püspök Baldrickot lökte át valahányszor Edmundot meglátogatta) és két pennyt egy tivornyára meg egy kis piára Mrs. Miggins boltjában.

#### 11. Sörverseny(Beer)
Vipera egy napon levelet kap nagybátyjától és annak feleségétől, Lord és Lady Whiteaddertől (magyarul: Fehér Vipera), Anglia két legfanatikusabb puritánjától, akik az unalom megtestesítői. Ezt Vipera számára feledteti a rokonok pénzesbugyra, amely duzzadt, akár az elefánt herezacskója, és éppen olyan nehezen elérhető. Ugyanis a levélben tájékoztatják Viperát arról, hogy meglátogatják őt még aznap éjszaka, hogy elfogyasszanak nála egy vacsorát és megvitassák Edmund örökségét. Közben egy másik hír is érkezik a királynőtől: Edmundot várják az udvarban, ugyanis Lord Melchett haldoklik, és remélik, hogy ő meg tudja gyógyítani. Mikor alaposan szemügyre veszi a beteget és a rosszulléte előzményeit, rájön, hogy nincs semmi komoly baja, egyszerűen csak nem bírja a sört. Ezt Melchett kikéri magának, főleg mert még emlékszik rá, hogy Vipera volt az aki Ausztria királyának vendégül látásakor csak egy pár kortyot ivott, és néhány perc múlva meztelenül találták meg őt a folyosón, amint fennhangon ordibálta, hogy „Én vagyok a boldog kismalac”. Vipera tényleg nem bírja az italt (a legjobb esetben csak elkezd egy dalt énekelni „Nézd a kis koboldot, nézd csak kis fülét” kezdettel), de Lord Melchettől nem tűri ezt a rágalmat. A vitának a királynő vet véget, mikor megparancsolja nekik, hogy még aznap este rendezzenek sörivó versenyt, melynek tétje legyen húszezer schilling. Vipera csak azt felejti el, hogy aznap éjjel fogja a rokonait is vendégül látni, a királynő pedig hallani sem akar a verseny elhalasztásáról. Végül a következő megoldás születik: míg Baldrick szobájában sörivó verseny lesz totális berúgással, sörbenfürdéssel, bútorzúzással, faltól falig okádással, addig az alkoholt erősen megvető Lord és Lady Whiteaddert az ebédlőben vendégelik meg, ahol a Baldrick által készített répát fogják fogyasztani (a puritánok húsgyűlölők), miközben Percy elszórakoztatja őket, Vipera pedig megpróbál felváltva hol az egyik, hol a másik helységben tartózkodni. De két hiba is felmerül az este folyamán. Az egyik, hogy Vipera nem ivott egy kortyot se, csak a kezébe vette a poharat, majd kisétált a szobából, Melchett pedig ragaszkodik hozzá, hogy a szeme előtt igyon ki egy korsót, melynek eredményeképpen Edmund negyvenkét másodperccel később teljesen részegen állít be az ebédlőbe ezzel megharagítva a rokonait, akik bejelentik, hogy nem hagyják rá a vagyonukat. A másik hiba meg az, hogy a királynő is el akart menni az ivóversenyre, hogy kiderítse hogy néz ki egy ilyen kanmuri, de a tekintélye érdekében csuklyás köpenyt vett fel, és azt hazudta, hogy Lord Percyhez érkezett. Vipera azt hiszi, hogy ő Percy barátnője, Gwendolyn, akit Percy meg akart hívni a csak férfiaknak szóló ivóestre Lord Melchett, Lord Simon Putridge (másik nevén a "puccos strucc"), Sir Geoffrey Piddle (aki mindig Chunder bíboros egészségére koccint) és Freddie Frobisher ("Fingsher" tartomány jól tartott remetéje) mellé. De mivel az ivóesten nők nem lehetnek jelen, őt Vipera bezárja egy külön helységbe, és amikor Lord és Lady Whiteadder kijáratnak nézik a szoba ajtaját, és őt kiengedik, a részegesek vetkőzőlánynak nézik, és ezzel megsértik őfelségét. Erre Erzsébet úgy dönt, hogy iszik egy kortyot ő is, aztán reggel mindenkit kivégeztet. De hajnalra a másnapos társaság (már Baldrickot, Percyt és Whiteadderéket is beleértve) elfelejti az este történteket.

#### 12. Rabláncon(Chains)
Miután Erzsébet hajdani gyámjának, Lord Forestnek a fiát elrabolják, és a gyám a segítségét kéri a váltságdíj kifizetésében, a királynő teljesíti a kérését, de kiköti, hogy ez lesz az utolsó. Nem sokkal ezután Viperát és Melchettet egy pár spanyolnak álcázott német foglyul ejti, pont azelőtt, mielőtt Melchett elvinné az utolsó váltságdíjról szóló írást végrehajtatni. Miután Vipera egyikükkel, a spanyol inkvizíció egyik vallatójával próbál mutogatással szót érteni (ő tényleg spanyol, és még annyit se beszél angolul, mint a német társai), a cellába a német Ludwig herceg, az Elpusztíthatatlan és az Álcázás Nagymestere lép be, és felfedi mindkettejük előtt, hogy egyszer már találkoztak. Viperával akkor, amikor a doveri Bikacsökben a Húsos Sally nevű pincérnőnek volt álcázva, Melchettel pedig akkor, amikor az Cornwallban, a monostorban lakott, ő pedig Melchett barátjának, egy pásztornak az egyik birkája, Flossie volt. A nosztalgiázás és a két lord megdöbbenése után elolvassa a királynő parancsát a váltságdíjakról, és ír neki egy levelet, hogy válasszon kettejük közül, de a királynő inkább egy jelmezes estélyre költi a pénzt, mert nem tud közülük választani, és azt reméli, hogy az estély után elfelejti őket. Ludwig eztán úgy dönt, hogy álcázva magát beszivárog a királyi palotába, hogy merényletet hajtson végre Erzsébet ellen, és ő legyen a király Angliában. Kihasználva a németek precízitását, Viperáék megszöknek, és még odaérnek az estélyre, ahol Erzsébet nyolcadik Henriknek, Baldrick "tolltartónak", Dadus pedig tehénnek öltözött (Percy csak felvett egy kalapot teleaggatva sárga és piros tollakkal, mert meglódult a fantáziája). Az estélyen Vipera szíven szúrja a tehénnek öltözött Dadust, akiről kiderül, hogy Ludwig az álruhában (Viperának gyanús volt, hogy a jelmeze tökéletesen hasonlít egy tehénre, pedig az ő jelmeze minden évben csak hat tőgyből és egy marhamaszkból áll). Ludwig elmondja Erzsébetnek, hogy már látta őt gyerekkorában lovagláskor, mert ő volt a lovászfiú, és megpróbál elmenekülni, de Edmund kést hajít a hátába, mikor a kijárathoz ér. A következő jelenetben mindenkit holtan látni, kivéve Ludwigot (az Elpusztíthatatlant), aki egy késsel a kezében, királynőnek beöltözve megállapítja, hogy ez lesz élete legjobb alakítása, csak a hangján kell még igazítani.

### 3. évad – Régens Anglia (Blackadder the Third– 1987)

#### 13. Csalás és csalódás(Dish and Dishonesty)
A történet 1811 és 1820 között játszódik, amikor Angliában az inkompetens III. György király helyett fia, a későbbi IV. György uralkodik, mint régens, a jelenleg élő Edmund Fekete Vipera pedig az ő komornyikjaként keresi a kenyerét, a mindenessel, Baldrickkal együtt. Miután a parlamentben a választást a Tory párt nyeri, az új miniszterelnök, az ifjabbik Pitt Williams (aki még kiskorú és éppen vizsgaidőben választották meg miniszterelnöknek) napirendi pontra tűzi a franciák elleni háborúk és a tanárokkal (főleg a földrajztanárával) való szigorítások mellett a walesi herceg évi életjáradékának megszüntetését, mert a herceg nagyon sokba kerül az országnak (idén 15 000 fontot költött bankettekre, 20 000 fontot illatszerekre és 59 000 fontot harisnyákra). Míg György herceg jelenlegi legnagyobb problémája, hogy a harisnyái mindig eltűnnek (pedig csak ő és Vipera tudják, hogy hol tartja őket), Vipera figyelmezteti őt a közelgő veszélyre, de talál egy megoldást is. A parlamentben a széthúzás olyan nagy, hogy egy szavazattal meg lehetne dönteni a jelenleg ötven százalékos döntési arányt. Mivel az egyik képviselő, az öreg Sir Talbott Punsonby nem jelent meg eddig a parlamentben (csak egyszer, amikor a Great Hallba vizelt, majd elájult a szónoki emelvényen), Vipera úgy véli, hogy az ő támogatását kell megszerezni. A dolog csak azért üt ki balul, mert amikor megtárgyalják Sir Talbottal az ügyet, a képviselő a fotelban ülve meghal. Az utolsó lehetőség a kétségbeesett herceg és komornyikja számára, hogy Sir Talbott birtokát, a korrupt és mindössze egy ember által lakott, mocsárral borított Latrináslejtőt megvásárolják 1000 fontért (Vipera már zsebre is tette a pénzt), az ott lakó egyetlen szavazóval együtt, és egy saját jelöltet indítsanak az ottani választásokon, aki ismeretlen, de hatalmuk van felette, buta, akár a föld, önálló gondolatai nincsenek, röviden nincs agya. Így a latrináslejtői választást csalással Vipera pártjának egyetlen jelöltje Baldrick nyeri meg, akinek vezetékneve nincs, különleges ismertetőjegye egy dudor az arcán, a családban még semmilyen elme nem volt, büntetve még nem volt (de a szavazócédulára muszáj volt hamisítani egy csalást és szexuális zaklatást, mivel Baldrick parlamenti képviselő lesz), és csak egy retekkel lenne megvesztegethető. Csakhogy Latrináslejtő új képviselője és a döntő szavazat birtokosa nem tudja, hogyan kell voksolni, így a miniszterelnök könnyen rá tudja venni, hogy az életjáradék megvonása mellett szavazzon. Vipera újabb mentőöve erre az esetre, hogy György herceget meggyőzi arról, hogy legnagyobb segítőjét Pitt ellen nevezze ki lorddá, és lássa el 400 000 fonttal, mert a törvényeket a lordok háza leszavazhatja, Vipera pedig ezzel a kinevezéssel és a pénzzel megvesztegethetné a lordokat, habár a célja csak annyi, hogy lord lehessen belőle. Miután azonban a korábbi 1000 fontot elköltötte egy macskabőrből készült nemesi talárra (hermelin kéne hogy legyen, de a szűcs spórolt rajta egy kicsit), csalódottan hallja, hogy György herceg (akinek nem mondta el, hogy a legnagyobb segítőjén saját magát érti) Baldrickot nevezte ki lorddá, és a 400 000 fontot is neki adta, melyet Baldrick már el is költött egy nagy vidéki retekre, melynek az árát így is le kellett alkudni, és amelyet Vipera az ő fején tör széjjel. Miután Vipera összegzi a történteket és a személyzeti bejárón egy félmeztelen tunéziai harisnyakereskedő kopogtat, Vipera arra jut, hogy a politika nem neki való.

#### 14. Szótársült angol módra(Ink and Incapability)
György herceg célja, hogy műveltsége csiszolásának érdekében egy új könyvet támogasson, melyet a neves agytröszt, Samuel Johnson írt, és amelyen tíz évet dolgozott. A könyv az első angol szótár, melyben benne van az összes angol szó, de György herceg véleménye, hogy a könyv nem ér semmit főhős, hősnő, gyilkosságok és legfőképp történet nélkül, ezért nem patronálja a művet. Ennek eredményeképpen a sértődött Johnson közli a herceggel, hogy így ő nem lesz képes támogatni egy könyvet, az "Edmund, a főkomornyikot" Gerthrud Perkins tollából, amelynek kéziratát a szerző elküldte Johnsonnak, és amely Johnson becslése szerint több millió fontos bevételt hozott volna, mind az írónak, mind a támogatóknak. Mivel Gerthrud Perkins egy írói álnév, amely Edmundot takarja, a kétségbeesett komornyik megbeszéli Johnsonnal, hogy majd ő megszerzi neki a herceg patrónusi levelét, de sajnos amíg az író az ajtó előtt vár, Baldrick a szalonban felejtett kéziratot elégeti, mikor a kandallót begyújtja. Időnyerésként Vipera azt hazudja, hogy György herceg még át akarja olvasni a szótárat alaposan, ezért Johnson megbeszéli Viperával, hogy Mrs. Miggins kávézójában várja őt, Vipera pedig kieszeli, hogy megkísérlik Baldrickkal kideríteni a szótár másolatának hollétét, majd Baldrickkal ellopatja azt. Csakhogy mivel Johnson közli a kis türelmet kérő és a szótár másolatába beleolvasni óhajtó Viperával, hogy nincs másolat, ha pedig valaki elveszítené a szótárat, ő és íróbarátai (Shelley, Lord Byron és az ópiumfüggő Coleridge) az életét vennék, Vipera megpróbálja megfogadni Baldrick tanácsát, és újraírni a szótárat, melybe csak az "a" és az "abárol" definícióját sikerül egy éjszaka alatt leírnia. Mikor az írók másnap reggel követelik a szótárat és a patrónusi levelet, a rémült Vipera mindent bevall, de hirtelen a szótár előkerül György herceg kezéből, aki elolvasta, és elismeri, hogy tényleg jó mű, amely megérdemli a támogatást. A rossz hír azonban, hogy amikor Vipera a kézírásával be akarja bizonyítani, hogy ő Gerthrud Perkins, kiderül hogy az ő kéziratát Johnson magával vitte előző nap, és azt is ottfelejtette. Ekkor derül ki, hogy Baldrick azt égette el, de az eredeti is tűzre kerül, mikor a dühös Johnson megint ottfelejti (Baldrick révén rájön, hogy a "csirkefogó" definícióját nem írta bele).

#### 15. A Fekete Vipera és a Vörös Pimpernel(Nob and Nobility)
Egy nap Vipera Mrs. Miggins kávézójában azt a megdöbbentő eseményt észleli, hogy Angliát elárasztották a francia nemesek, akiket a titokzatos, és jó álcáiról ismert Vörös Pimpernel mentett meg a francia forradalmárok éberségét kijátszva a guillotin általi kivégzéstől. Mikor György herceg két vendégével, Lord Smethley-vel és Lord Topperrel megtárgyalják, hogy bált rendeznek a francia nemesek számára és remélik, hogy a Vörös Pimpernel is felfedi kilétét azon a bálon egy magas összegű postai utalványért cserébe, Vipera fogad velük, hogy mivel egy francia nemest megmenteni olyan könnyű dolog, mint egy kalapot feltenni, ő is megment egyet, akit majd a bálon fog bemutatni. Miután búcsút vesz György hercegtől, ő és Baldrick elindulnak Franciaországba, de csak a kastély konyhájába húzódnak két hétre. Két hét elteltével végrehajtják Vipera eredeti tervét, mely szerint Mrs. Migginsnél keresnek egy vagyontalan nemest, aki egy kisebb összegért hajlandó azt hazudni, hogy ők mentették meg. Mikor sikerül megismerkedniük Frufru gróffal, elindulnak a francia nagykövetségre bejelenteni, hogy áthozták őt a határon, csakhogy a nagykövetet egy Angliába szökött forradalmár meggyilkolta és patét kavart belőle, hogy Pimpernel további mentőakcióit meghiúsítsa. Ez a forradalmár estére egy cellába zár mindenkit, hogy másnap kivégezhesse őket, Frufru pedig méregpirulákkal látja el a csapatot szükség esetére. Miközben őt a forradalmár kivezeti a cellából, hogy megkínozza, és mialatt Baldrick azt várja, hogy a Vörös Pimpernel (akinek nagy rajongója) megmentse őket, Vipera kitalál valamit. Az egyik méregpirulát feloldja egy pohár vízben és a forradalmárt megkínálja vele, de mivel az szolgálatban sose iszik, Vipera az ítéletvégrehajtóval, Franciaország leggonoszabb asszonyával, Madame Guillotinnal itatja meg azt, aki valójában Lord Smethley álruhában. Miután Smethley meghal, a cellaajtó nyitva marad, mert az őr magukra hagyta őket. Vipera és Baldrick elmenekülnek, majd a folyosón megtalálják az életben maradt Frufrut. A hercegi kastélyban azonban Frufru felfedi a kilétét: ő a Vörös Pimpernel, és igazából Lord Topper is ő. Hogy ne tudja a titkot elmondani, Vipera egy pohár borral kínálja őt (a Baldricktól elvett méregpirulát feloldva benne), majd mikor ő is meghal, Vipera azt hazudja, hogy Smethley nem mondott igazat. Ugyanis az igazi Vörös Pimpernel sose fedné fel a kilétét, ha pedig megkérdeznék, hogy ő-e az, biztosan nemet mondana. Ezért György herceg Viperának adja a postautalványt, mert amikor megkérdezi őt, hogy ő-e a Vörös Pimpernel, ő nemet mond.

#### 16. Bárdok és bárgyúk(Sence and Senility)
Miután sikerül egy színházi látogatás során György hercegnek túlélnie egy anarchista merényletét, Vipera azt javasolja neki az életbenmaradás érdekében, hogy a király közelgő születésnapján olvasson fel egy általa írt beszédet arról, hogy a szegények sorsát a szívén viseli. Hogy sikerüljön a megfelelő szónoki vénára szert tennie, György herceg ragaszkodik hozzá, hogy az a két színész tanítsa meg neki a helyes előadásmódot, akik az előző esti darabban játszottak. Keanrick és Mossop először nem vállalják a beszédórát, mert a saját szerzeményüket gyakorolják a következő előadásra ("Mert a nagyérdemű közönség mindenek felett"), de mikor megtudják, hogy magát a régens herceget kéne tanítani, még aznap délután beugranak, a saját darabjukkal és a közönségükkel nem törődve ("Pokolba a prolikkal"). A két színész közös vonásai: melegek, ha azt hallják, hogy Macbeth, kétségbeesetten végrehajtanak egy furcsa szertartást (ők csak a "Skót színdarabnak" nevezik egy szent színházi hagyomány okán), és mindenféle gúnyos megjegyzést vágnak Vipera fejéhez. Mikor György herceg is sértegetni kezdi Viperát, ő felmond, de fogad előtte Baldrickkal, hogy öt percig se bírna nélküle életben maradni a kastélyban. Mikor György herceg elmegy felpróbálni a ruhát, amelyet az apja születésnapján fog viselni, Baldrick felmegy a csengetés miatt az emeletre, ahol kihallgatja, hogy a két színész meg akarja gyilkolni György herceget, akit figyelmeztet, de egyikőjük se tud megoldást a problémára. Végül Vipera visszatér és egy fizetésemelésért cserébe megnézi mit tehet. Ő a szobába lépve látja, hogy a két színész csak az új színdarabot próbálja (Miként pusztult el a Véreskezű Romero herceg és neje, az Óriáskeblű Fulmia), de mivel ők megint sértegetik, Vipera kihívja a rendőrséget, majd azt hazudja, hogy a színdarab a bizonyíték, mert a gyilkosságot részletesen megírták előre, hogy könyv formájában kiadják. Mivel a két színész letartóztatásával a színház megüresedik, Vipera sikeresen felkéri György herceget, hogy legyen a főszereplője egy színdarabnak, amelyet vele és Baldrickkal játszanak majd, a címe pedig "Bunkó fajankó ül a kalodában, és rohadt paradicsomokat dobigálnak a fejéhez".

### A Fekete Vipera karácsonyi éneke (Blackadder's Christmas Carol– 1988) (karácsonyi különkiadás)
Charles Dickens művének paródiája.
Ebenezer Fekete Vipera (a régenskori Edmund unokája és a világháborúbeli Edmund nagyapja), egy szakállbolt tulajdonosa Anglia legkedvesebb embere, mindenkihez jószívű és kedves. Jóindulatát azonban mindenki kihasználja, így üzlete sem hajt hasznot, ő pedig magányosan él.
Szenteste éjjelén azonban megjelenik nála a Karácsony Szelleme (Robbie Coltrane), hogy megköszönje neki jóságát. Utána viszont megmutatja neki, milyen rossz emberek voltak az ősei. Ahelyett azonban, hogy Fekete Vipera rájönne, mennyivel jobb, mint ők, csodálni kezdi őket. Megkéri a Szellemet, mutassa meg, milyen lenne, ha hozzájuk hasonlóvá válna. Kiderül, hogy a nagyon távoli jövőben leszármazottja egy sikeres, de könyörtelen admirális lenne, aki az ugyanilyen tulajdonságokkal rendelkező XIX. Asphyxia királynőt (Miranda Richardson) készül feleségül venni, hogy meghódítsák az Univerzumot. Ezután a Szellem megmutatja, milyen lenne a jövője, ha kedves maradna. Ugyanez a jövőkép sejlik fel azzal a különbséggel, hogy Fekete Vipera Baldrick admirális szolgája lenne.
Fekete Vipera reggel új emberként ébred: rideg, pénzéhes és mindenkit megsért, akihez csak szól. Amikor pedig a boltjába betévedő két ismeretlent és megsérti, nagy lehetőséget szalaszt el: Victoria királynő és hitvese, Albert tesz látogatást nála, hogy átadjanak neki 50 000 fontot és a báró Fekete Vipera címet, mint Anglia legkedvesebb embere. A sértések miatt azonban otthagyják.
A különkiadást Hugh Laurie narrálta. Először 1988. december 23-án vetítették az Egyesült Királyságban.

### Back and Forth– Vissza és előre (utolsó, extra rész – 2000)
Először a Millennium Dome-ban mutatták be 2000-ben, majd a SkyOne és a BBC1 csatorna is sugározta még ugyanabban az évben. Ebben a részben a millenniumot ünnepli Fekete Vipera (Rowan Atkinson) a barátaival, a korábbi szerepek szereplőinek modern változataival. Így szerepel benne a királynőt alakító Miranda Richardson, Melchett (Stephen Fry), George (Hugh Laurie) és Cunci (Tim McInnerny), és a millenniumon túl azt is ünneplik, hogy Fekete Vipera megépített egy időgépet. Bár csak tréfából építette meg, hogy becsapja a többieket, végül kiderül, hogy mégis működik, így Fekete Vipera és Baldrick visszamegy az időben a dinoszauruszok korába, ahol hála Baldrick büdös alsónadrágjának (mivel nem találnak más fegyvert ellenük) a dinoszauruszok kihalását okozzák. Mivel Baldrick nem készített évszámkijelzőt az időgéphez, a továbbiakban megpróbálnak hazatérni a saját korukba, 1999-be. A filmben egyes történelmi tényeket változtatnak meg, ami a végén bonyodalmak forrása lesz. A filmben az összes eddig Fekete Vipera epizód szereplőinek jutott egy-egy kis szerep.
|  | Itt a vége a cselekmény részletezésének! |

## Külső hivatkozások
- Fekete Vipera a PORT.hu-n (magyarul)
- Fekete Vipera az Internet Movie Database oldalon (angolul)
- Fekete Vipera az Internet Movie Database oldalon (angolul)
- Fekete Vipera az Internet Movie Database oldalon (angolul)
- Fekete Vipera az Internet Movie Database oldalon (angolul)
- Fekete Vipera az Internet Movie Database oldalon (angolul)
- Fekete Vipera az Internet Movie Database oldalon (angolul)
- Fekete Vipera az Internet Movie Database oldalon (angolul)

### Forgatókönyvek
- John G. Wright: Sup's Blackadder I Page (angol nyelven). [2002. március 24-i dátummal az [ eredetiből] archiválva]. (Hozzáférés: 2010. július 18.)
- John G. Wright: Sup's Blackadder II Page (angol nyelven). [2002. március 25-i dátummal az [ eredetiből] archiválva]. (Hozzáférés: 2010. július 18.)
- John G. Wright: Sup's Blackadder III Page (angol nyelven). [2002. április 10-i dátummal az [ eredetiből] archiválva]. (Hozzáférés: 2010. július 18.)
- John G. Wright: Sup's Blackadder IV Page (angol nyelven). [2002. március 27-i dátummal az [ eredetiből] archiválva]. (Hozzáférés: 2010. július 18.)